# 諸橋仁智
諸橋 仁智（もろはし よしとも、1976年〈昭和51年〉8月19日 - ）は、日本の弁護士、宅地建物取引士、文筆家、ボクサー。
元暴力団構成員。ニックネームはパンチ弁護士。

## 経歴
1976年 (昭和51年) 8月19日、福島県いわき市生まれ。中学生のとき父がガンで亡くなる。福島県立磐城高等学校（47期）卒業。進学校出身であったがそこで落ちこぼれる。大学受験予備校時代に覚醒剤に手を出したことがきっかけでぐれだす。
2年間大学受験浪人した後、成蹊大学経済学部に入学する。その後、アルバイト先の麻雀店で暴力団員と知り合う。その「アニキ」とともにヤミ金業を歩む。その後、同大学を2年のときに中退する。そして21歳で暴力団構成員になる。逮捕されるが、勾留中、渋谷警察署の留置場で読んだ大平光代弁護士の著書『だから、あなたも生きぬいて』を読んで感銘を受け、司法試験合格を目標に勉強を始めようと一念発起する。
まず手始めに宅建合格を目指し、それを達成すると次に司法書士を目指す。その後弁護士を目指して関西大学法科大学院に入学し、修了する。2013年、38歳で司法試験に合格する。司法試験合格を踏まえて、大平光代に手紙を送る。その手紙には大平に憧れて司法試験を目指して合格できたこと、やり方や経路も真似をしてとても参考になったこと、とても感謝している思いを綴った。その手紙を受けて大平と夫は諸橋を食事に誘った。大平と夫は大阪・北新地の料理屋で諸橋をねぎらい、これからの進路についていろいろとアドバイスをした。このとき、大平は諸橋に「しばらくは経歴を隠さないとあかんで。経歴を知られれば週刊誌とかに面白おかしく書かれてまともに弁護士業務ができなくなる」、「私の本を読んで『司法試験を目指します』という手紙はたくさんきた。でも『合格しました』の手紙は諸橋さんが初めて。とても嬉しい。立派な弁護士になって次の若い人につなげるようにしてほしい。クモの糸を登って地獄から戻ってきたんだから、後から登ってくる人を蹴落とすようなことはしちゃあかんで」と述べた。
2015年弁護士登録。2022年4月、丸山ゴンザレス（ジャーナリスト）のYouTubeチャンネル「裏社会ジャーニー」で初めて自分の過去を明かす。2023年3月、所属先の北千住パブリック法律事務所を退所する。2023年4月から諸橋法律事務所の代表弁護士を務めている。

## 人物
- 受験した資格試験のうち宅建の受験が最もしんどかったとしている[7]。
- 座右の銘は「素振りを１本でも多くやったやつが勝つ」である[9]。
- 東京弁護士会では刑事弁護委員会委員を務めている[9]。
- ダルビッシュ翔の弁護を担当した[11]。

## 講演
- 2024年2月3日、「令和5年度富士市暴力追放・薬物乱用防止市民大会」で「立ち直ることをあきらめてはいけない　「元ヤクザ」弁護士だからこそ見えること、言えること」という題で講演をした[12]。

## TV出演
- ABEMA的ニュースショー（ABEMA）

## 著書
- 『元ヤクザ弁護士:ヤクザのバッジを外して弁護士バッジを付けました』彩図社、2023年5月。ISBN 978-4801306615。[13]